# جونگ وو-یونگ
جونگ وو-یونگ (انگلیسی: Jung Woo-young؛ زادهٔ ۱۴ دسامبر ۱۹۸۹) بازیکن فوتبال اهل کره جنوبی است.وی در باشگاه فوتبال الخلیج عربستان سعودی بازی می کند.
از باشگاه‌هایی که در آن بازی کرده‌است می‌توان به باشگاه فوتبال ویسل کوبه، باشگاه فوتبال جوبیلو ایواتا و باشگاه فوتبال چونگ‌کینگ دنگ‌دای لیفان اشاره کرد.